# Shopping Light
Торговий центр «Лайт» (порт. Shopping Light) або Будівля Александра Маккензі (порт. Edifício Alexandre Mackenzie) — торговий центр у місті Сан-Паулу, Бразилія.
Будівля була споруджена енергетичною Компанією трамваїв, світу та енергії (відомій як São Paulo Light) біля віадуку Ша, району Вале-ду-Анангабау, Площі Рамуса Азеведу і Муніципального театру Сан-Паулу.
Біля торгового центру розміщуються станція метро Анангабау Лінії 3 та (з протилежного боку) станція Сан-Бенту Лінії 1.
| Бразилія | Це незавершена стаття з географії Бразилії. Ви можете допомогти проєкту, виправивши або дописавши її. |